# ... Y nadie escapó de la evolución
... Y nadie escapó de la evolución es un álbum de archivo de Ñu conteniendo material inédito grabado en los años 70, fue editado en diciembre de 2011.
El disco, originalmente lanzado en vinilo de edición limitada por Discos Cada incluye 7 tracks (uno de ellos es un medley con varios temas interpolados) de la época de Ñu con Rosendo Mercado, previa al lanzamiento del primer álbum Cuentos de ayer y de hoy.
Hay cuatro canciones grabadas en los Estudios Audiofilm de Madrid, 2 en 1975, y 2 en 1976.
Las canciones de 1975 son de un artista llamado Kurt Savoy, en las cuales Ñu es el grupo de acompañamiento.
Además de esto se incluye un segmento que documenta la actuación del grupo en el festival "Las 12 Horas de Rock", en San Sebastián de los Reyes, en 1977.
En 2012 el sello Lemuria Music reeditó este material en CD bajo licencia de Jose Luis Álvarez y con un amplio libreto con la historia del grupo y fotos inéditas.

## Temas
1. Satisfacción (Chiqui Blues) - 3:40
2. Satisfacción (Chiqui Rock) - 5:03
3. El tablero de ajedrez - 4:50
4. El tren - 6:16
5. Medley (Explosión del universo /Que nadie escape de la evolución /La fiesta de los muertos)
6. What'd I Say (cover de Ray Charles) - 3:25
7. Nunca se debe decir - 2:31

- Tracks 1-2, Estudios Audiofilm, Madrid, 1976.
- Tracks 6-7, Estudios Audiofilm, 1975 (junto a "Kurt Savoy").

## Músicos
- José Carlos Molina - voz, flauta
- Rosendo Mercado - guitarra
- Juan Almarza - bajo
- Felipe Salinas - batería
- "Kurt Savoy" - voz, guitarra (temas 6-7)